# かずき山盛り
かずき山盛り（かずきやまもり）は、日本の大阪発なにわサステナブルパンクバンド（ex.コスメティックパンクバンド、ボタニカルパンクバンド）。
所属レーベルはTRSUT RECORDS・LD&K RECORDS。

## 略歴
近畿大学の軽音サークルで10-FEET、SHANKのコピーバンドとして活動していた。学内のイベントで少々ふざけた感じの曲を演奏したところ好評であった。その後、レコーディング、ライブ、MV撮影を行い活動を本格化する。
2019年7月、学外活動開始。
2020年3月、夕闇に誘いし漆黒の天使達のYoutube「全国のまだ知らないバンドの即興広告作り選手権！」【後編】の企画に採用され反響があったが、コロナ禍のため、2020年6月頃まで無観客配信を行っていた。
2021年6月 - 7月、初の主催「古のウパニシャドツアー」レコ発のツアーファイナル名古屋公演にてTRUST RECORDSとLD&K RECORDSのWネームレーベルに所属を発表。
2022年1月、Love musicやバズリズム02等の音楽番組に出演。
2022年7月、テレビ東京系テレビアニメ『KJファイル』のエンディングテーマに「怪獣ファイヤ」（第1話 - 第13話）、
「BBMonster」（第14話 - 最終話）が使用される。
2023年7月、京都大作戦1日目に牛若ノ舞台トップバッターで出演。
2024年5月12日、「METROCK 2024」大阪に出演。
2024年5月22日、モリヲが脱退を表明
2024年8月14日、心斎橋BIGCATにて自身初のワンマンライブを開催。Dr.ムツキがこの日に正式加入をした。

## バンド名の由来
3人でいくつか案を出した中から3つ程度に候補を絞り、友人らに意見を聞いたところ「“かずき山盛り”が一番面白い」とのことで決定した。
イサムの父が神系の仕事をしており、バンドメンバーと全員で話し合い画数の縁起が良いことから決定した。
雑誌などインタビューを受けた際には「メンバー3人とも加藤ミリヤのファンであり、いつか大きなイベントで共演出来ることがあれば、楽屋で隣になれる可能性（五十音順）があると思い決定した」と回答することにしている。

## メンバー
- イサム (1998年11月6日 - )

Ba. Vo.
近畿大学留年を繰り返していたが2024年に中退
主にほとんどの楽曲の作詞・作曲を担当している。
- アズマ (1998年12月12日 - )

Gt.
近畿大学卒業。
特技：ドブ水茶色、南京玉すだれ（2023年4月25日FREEDOM NAGOYAオーディションにて初披露）
- ムツキ (2006年3月6日 - )

Dr.
2024年5月〜8月 サポートメンバーとして活動を経て
初ワンマンのBIGCAT公演にて正式加入が発表された。

## 旧メンバー
- モリヲ（9月23日 - ）

Dr. Cho.
京都府出身の永遠の21歳。近畿大学卒業。
自身のYoutubeチャンネルにて【歌ってみた】を数々投稿、
ツイキャスではホラーゲーム等配信している。
2024年5月22日、脱退。

## 出演

### メディア
- 日本テレビ バズリズム02「これがバズるぞ！2022」17位 (2022年1月8日)
- フジテレビ Love music (2022年1月9日)
- SPACE SHOWER TV モンスターロック 「ヤバイTシャツ屋さんの若い人と喋りたい！」コーナー (2022年2月1日)
- 日本テレビ バズリズム02「フカボリズム」(2022年10月7,14,21,28日)

## ライブ

### ツーマンライブ
| 開催期間 | 開催期間     | ライブ名                                                                                 | 会場                     | 備考                     |
| -------- | ------------ | ---------------------------------------------------------------------------------------- | ------------------------ | ------------------------ |
| 2022     | 1月22日(土)  | 夕闇に誘いし漆黒の天使達 「SIXPACK Tour 2022」                                           | 町田CLASSIX              | 初のツーマンライブ。     |
| 2022     | 6月6日(月)   | バックドロップシンデレラ 十五代目梅雨将軍 2man series ~最後の将軍~ バカ将軍              | 池袋Live Garage Adm      | THE KING OF ROOKIE (O.A) |
| 2022     | 6月21日(火)  | VOI SQUARE CAT 2nd single ｢冷炎｣ Release Tour 『最大まであなたと音楽を掻き鳴らすツアー』 | 福島LIVE SQUARE 2nd LINE |                          |
| 2022     | 9月3日(土)   | SPARK!!SOUND!!SHOW!! TOUR "おどれしゃれこうべ"                                           | 岡山PEPPERLAND           |                          |
| 2022     | 11月23日(水) | BACK LIFT Dream Wagon Tour 2022-2023                                                     | 群馬SUN BURST            |                          |
| 2022     | 11月26日(土) | 04 Limited Sazabys Harvest tour 2022                                                     | 甲府KAZOO HALL           |                          |
| 2023     | 7月12日(水)  | アイリフドーパ 十六代目梅雨将軍 2man series ~自由の将軍~ アイカゴ山盛り将軍              | 池袋Live Garage Adm      | 性騎士☆準矢 (O.A)        |
| 2023     | 10月26日(木) | ヤバイTシャツ屋さん "BEST of the Tank-top" 47都道府県TOUR 2023-2024                      | 青森Quarter              |                          |
| 2023     | 10月29日(日) | a crowd of revellion 『アフター・ザ・ワッショイ vol.1』                                  | 京都GATTACA              |                          |
| 2024     | 2月12日(月)  | バックドロップシンデレラ いろんなとこでウンザウンザを踊るツアー2024                      | 静岡磐田 FM STAGE        |                          |
| 2024     | 5月27日(月)  | バックドロップシンデレラ 栄光のウンザウンザを踊るツアー                                  | 神戸太陽と虎             |                          |
| 2024     | 8月22日(木)  | 超⭐︎社会的サンダル 十七代目梅雨将軍 2man series ~問題の将軍~                             | 池袋Live Garage Adm      | ザ・ニンクス (O.A)       |
| 2024     | 8月31日(土)  | ヤングオオハラ 『浮き沈み七度ツアー』                                                    | 新栄RADmini              |                          |
| 2024     | 9月24日(火)  | トップシークレットマン LONG PARTY RECORDS Pre.『ロンパリナイトvol.16』                   | 下北沢SHELTER            |                          |
| 2025     | 3月11日(火)  | MAYSON's PARTY 『Let's "GO" MAYSON's TOUR 2025』                                         | 熊本Django               |                          |
| 2025     | 3月23日(日)  | POT 15th Anniversary 再録BEST ALBUM ｢SUCH IS LIFE｣ Release Tour 2024-2025                | 仙台enn 3rd              |                          |
| 2025     | 6月15日(日)  | May Forth “2-9”                                                                          | 新栄RADmini              |                          |
| 2025     | 7月12日(土)  | アイスクリームネバーグラウンド “MAKING THE GROUND” Relase Tour                           | 栄R.A.D                  |                          |
| 2025     | 8月2日(土)   | 挫・人間 R.A.D presents. 社会距離接近計画                                                | 栄R.A.D                  |                          |